# Anna Harkowska
Anna Amelia Harkowska (ur. 20 marca 1980 w Świnoujściu) – polska kolarka, pięciokrotna srebrna medalistka paraolimpijska z Londynu (2012) i Rio de Janeiro (2016). Medalista mistrzostw Polski w rywalizacji z zawodniczkami pełnosprawnymi. Absolwentka Instytutu Wychowania Fizycznego Uniwersytetu Szczecińskiego.

## Kariera sportowa

### Początki
W młodości uprawiała maraton, triathlon i kolarstwo w klubie Gryf Szczecin. W 2002 została potrącona przez samochód. W wyniku wypadku straciła kość strzałkową i jeden staw skokowy, a jej noga nie powróciła do pełnej sprawności. Pomimo tego zdecydowała się powrócić do sportu i rozpoczęła treningi kolarskie. Występuje zarówno w zawodach z zawodniczkami pełnosprawnymi, jak i niepełnosprawnymi.

## Kluby
- KKS KROSS Ziemia Darłowska - 2005
- Lider Słubice - 2006-2007,
- BRC Zugvogel Berlin i Brothers Bikes Team Berlin - 2008
- Avanti Berlin Uznam Świnoujście - 2009
- IKS Fizjotech warszawa i Olsztyński Klub Sportowy - 2010
- OKS Warmia i Mazury Olsztyn - od 2011

## Osiągnięcia

### Rywalizacja w kategorii "elite"
W swojej karierze zdobyła medale mistrzostw Polski na szosie: złoty w górskich mistrzostwach Polski w 2011, srebrny w górskich mistrzostwach Polski w 2009, brązowy w wyścigu szosowym ze startu wspólnego w 2007 i w 2008, brązowy w jeździe indywidualnej na czas w 2011 oraz na torze: brązowy w wyścigu na 3000 m w 2006
W 2008 wystąpiła w indywidualnym wyścigu szosowym mistrzostw świata, ale go nie ukończyła. 

### Rywalizacja w zawodach niepełnosprawnych
W mistrzostwach świata na torze zdobyła brązowe medale w wyścigach na 500 m i 3000 m w 2009. W szosowych mistrzostwach świata zdobyła srebrne medale w wyścigu ze startu wspólnego w 2010 i 2011 oraz srebrne medale w jeździe indywidualnej na czas w 2010 i 2011.
Na Igrzyskach Paraolimpijskich w Londynie (2012) zdobyła srebrny medal w torowym wyścigu na 3000 m, jeździe indywidualnej na czas na szosie oraz w wyścigu ze startu wspólnego. Na Igrzyskach Paraolimpijskich w Rio de Janeiro (2016) zdobyła srebrne medale w jeździe indywidualnej na czas na szosie oraz w wyścigu ze startu wspólnego.

## Odznaczenia
- Srebrny Krzyż Zasługi (2013)[18]